# Имагинарна јединица
| {\displaystyle \ldots } (понавља се део означен плавом бојом) |
| {\displaystyle i^{-3}=i\,}                                    |
| {\displaystyle i^{-2}=-1\,}                                   |
| {\displaystyle i^{-1}=-i\,}                                   |
| {\displaystyle i^{0}=1\,}                                     |
| {\displaystyle i^{1}=i\,}                                     |
| {\displaystyle i^{2}=-1\,}                                    |
| {\displaystyle i^{3}=-i\,}                                    |
| {\displaystyle i^{4}=1\,}                                     |
| {\displaystyle i^{5}=i\,}                                     |
| {\displaystyle i^{6}=-1\,}                                    |
| {\displaystyle \ldots } (понавља се део означен плавом бојом) |

У математици, физици и инжињерству, имагинарна јединица се означава као {\displaystyle i\ }  или латинично {\displaystyle j\,}  или грчким словом Јота (погледати алтернативне нотације испод). Она дозвољава да се систем реалних бројева прошири на систем комплексних бројева, {\displaystyle \mathbb {C} .}  Прецизна дефиниција је зависна од одређеног метода проширења.
Основна мотивација за ово проширење је чињеница да постоје полиномијалне једначине са реалним коефицијентима {\displaystyle f(x)=0} које немају решења са реалним бројевима. Конкретније, једначина {\displaystyle x^{2}+1=0} нема реалних решења (погледати дефиницију испод). Ако бисмо дозволили комплексне бројеве као решења, онда би свака полиномијална једначина ненултог степена {\displaystyle f(x)=0} имала решење.
Имагинарна јединица се понекад назива и „квадратни корен од минус један“, али погледајте испод тешкоће које може проузроковати наивно искоришћавање ове идеје.

## Дефиниција
По дефиницији, имагинарна јединица {\displaystyle i} је једно од решења (друго решење је {\displaystyle -i}) квадратне једначине
{\displaystyle x^{2}+1=0\ }
или, еквивалентно
{\displaystyle x^{2}=-1.\ }
Пошто нема реалних бројева којима се добија негативан број када се квадрирају, ми имагинарно замишљамо такав број и додељујемо му симбол i. Важно је схватити да је i валидна математичка конструкција, исто као и реални бројеви, иако то није одмах интуитивно јасно и иако му само име не сугерише то.
Операције над реалним бројевима се могу проширити на имагинарне и комплексне бројеве сматрајући i непознатом у раду са изразом, а онда користећи дефиницију да се замени свако појављивање  2 са −1. Степени броја {\displaystyle i} већи од два се такође замењују са −i, 1, {\displaystyle i}, или −1:
{\displaystyle i^{3}=i^{2}i=(-1)i=-i\,}
{\displaystyle i^{4}=i^{3}i=(-i)i=-(i^{2})=-(-1)=1\,}
{\displaystyle i^{5}=i^{4}i=(1)i=i.\,}

## и−
Пошто је једначина која дефинише имагинарну јединицу x2 + 1 = 0 једначина другог реда без реалних решења, она мора да има два решења која су оба исправна и која су супротних знакова и реципрочна су. Прецизније, када смо фиксирали једно решење једначине {\displaystyle i}, вредност −{\displaystyle i} (која није једнака {\displaystyle i}) је такође решење. Пошто је ова једначина једина дефиниција броја {\displaystyle i}, делује да ова дефиниција није добро дефинисана јер су и {\displaystyle i} и −{\displaystyle i} добри кандидати за вредност имагинарне јединице пошто међу њима нема квалитативних разлика (што се не може рећи за -1 и +1). Ипак, уколико усвојимо једно од ових решења за „позитивно {\displaystyle i}", оваквих проблема нема. Чак и када би се у свим математичким књигама заменили свако појављивање +{\displaystyle i} са −{\displaystyle i} (а тиме и свако појављивање −{\displaystyle i} са −(−{\displaystyle i}) = +{\displaystyle i}), све теореме би важиле и даље. Дакле, разлика између два корена {\displaystyle x} једначине {\displaystyle x^{2}+1=0}, од којих је један „позитиван“, а други „негативан“ је чисто нотациона заоставштина; ниједан од њих није фундаментално важнији од другог.
Сличан проблем се јавља и када комплексне бројеве представљамо као 2 × 2 реалне матрице, јер су онда и
{\displaystyle X={\begin{pmatrix}0&-1\\1&\;\;0\end{pmatrix}}}
као и
{\displaystyle X={\begin{pmatrix}0&1\\-1&\;\;0\end{pmatrix}}}
решења матричне једначине
{\displaystyle X^{2}=-I.\ }
У овом случају, неслагање настаје од геометријског избора на коју страну око јединичног круга је „позитивна“ ротација. Прецизније објашњење је да аутоморфна група специјалне ортогоналне групе SO (2, R) има тачно 2 елемента – идентитет и аутоморфизам који деле смер „у смеру кретања казаљке на сату“ и смер „супротно од смера кретања казаљке на сату“. Видети ортогоналне групе.
Сва ова неслагања се могу решити усвајањем ригорозније дефиниције комплексних бројева кроз поље комплексних бројева и експлицитније одабирање једног од решења горепоменуте једначине да буде имагинарна јединица. Пример је уређен пар (0, 1), у уобичајеној представи комплексних бројева, као дводимензионални вектор.

## Правилна употреба
Имагинарна јединица се понекад пише као {\displaystyle {\sqrt {-1}}} у напреднијим математичким контекстима. Ипак, доста се пажње треба посветити када се ради са формулама које укључују и N-те корене. Оваква нотација је резервисана или за главну функцију квадратног корена, која је дефинисана само за реалне бројеве {\displaystyle x} ≥ 0, или за генерални квадратни корен над комплексним бројевима. Ако се покуша примена правила која важе за квадратни корен над реалним бројевима да би се манипулисало формулама у којима се ради са квадратним коренима над комплексним бројевима, добиће се погрешни резултати:
{\displaystyle -1=i\cdot i={\sqrt {-1}}\cdot {\sqrt {-1}}={\sqrt {(-1)\cdot (-1)}}={\sqrt {1}}=1}    (нетачно).
Ако се покуша поново ова рачуница, али ако водимо рачуна да корен може бити и позитиван и негативан, добићемо двосмислен резултат:
{\displaystyle -1=i\cdot i=\pm {\sqrt {-1}}\cdot \pm {\sqrt {-1}}=\pm {\sqrt {(-1)\cdot (-1)}}=\pm {\sqrt {1}}=\pm 1}   (двосмислено).
Правило у рачунању
{\displaystyle {\sqrt {a}}\cdot {\sqrt {b}}={\sqrt {a\cdot b}}}
важи само за реалне, ненегативне вредности {\displaystyle a} и {\displaystyle b}. 
За детаљнију дискусију око овог феномена, погледајте квадратни корен.
Да би се избегле овакве грешке када се ради са комплексним бројевима, правило је да се никад не користи негативни број под кореном. На пример, уместо да се пише израз {\displaystyle {\sqrt {-7}}}, може се написати {\displaystyle i{\sqrt {7}}} уместо њега. Ово је употреба за коју је имагинарна јединица и смишљена.

## Квадратни корен имагинарне јединице
При првом сусретању са имагинарном јединицом, деси се да се помисли да још један скуп имагинарних бројева мора бити измишљен да би се израчунао квадратни корен од i. Ипак, ово није потребно јер се он може изразити као било који од следећа два комплексна броја.
{\displaystyle \pm {\sqrt {i}}=\pm {\frac {\sqrt {2}}{2}}(1+i).}
Лако се показује да су ово корени имагинарне јединице, квадрирање десне стране даје:
| {\displaystyle \left(\pm {\frac {\sqrt {2}}{2}}(1+i)\right)^{2}\ } | {\displaystyle =\left(\pm {\frac {\sqrt {2}}{2}}\right)^{2}(1+i)^{2}\ }   |
|                                                                    | {\displaystyle ={\frac {1}{2}}(1+i)(1+i)\ }                               |
|                                                                    | {\displaystyle ={\frac {1}{2}}(1+2i+i^{2})\quad \quad \quad (i^{2}=-1)\ } |
|                                                                    | {\displaystyle ={\frac {1}{2}}(1+2i-1)\ }                                 |
|                                                                    | {\displaystyle ={\frac {1}{2}}(2i)\ }                                     |
|                                                                    | {\displaystyle =i.\ }                                                     |

## Реципрочна вредност броја
Реципрочна вредност имагинарне јединице се лако налази:
{\displaystyle {\frac {1}{i}}\;=\;{\frac {1}{i}}\cdot {\frac {i}{i}}\;=\;{\frac {i}{i^{2}}}\;=\;{\frac {i}{-1}}\;=\;-i}.

## Степени броја
Вредности степена броја {\displaystyle i} се циклично понављају:
{\displaystyle \ldots }
{\displaystyle i^{-3}=i\,}
{\displaystyle i^{-2}=-1\,}
{\displaystyle i^{-1}=-i\,}
{\displaystyle i^{0}=1\,}
{\displaystyle i^{1}=i\,}
{\displaystyle i^{2}=-1\,}
{\displaystyle i^{3}=-i\,}
{\displaystyle i^{4}=1\,}
{\displaystyle \ldots }
Ово се може изразити преко следеће формуле, где је n било који цео број:
{\displaystyle i^{4n}=1\,}
{\displaystyle i^{4n+1}=i\,}
{\displaystyle i^{4n+2}=-1\,}
{\displaystyle i^{4n+3}=-i.\,}
Ово води закључку да је:
{\displaystyle i^{n}=i^{n{\bmod {4}}}\,}
где mod 4 представља модуо по основи 4.

## Ојлерова формула
Ојлерова формула гласи
{\displaystyle e^{ix}=\cos(x)+i\sin(x)\,} ,
где је x реалан број. Ова формула се може аналитички проширити за комплексне вредности броја x.
Замењујући {\displaystyle x=\pi } добија се
{\displaystyle e^{i\pi }=\cos(\pi )+i\sin(\pi )=-1+i0\,}
и долази се до елегантног Ојлеровог идентитета:
{\displaystyle e^{i\pi }+1=0.\,}
Ова изузетно једноставна једначина спаја 5 најзначајнијих математичких величина (0, 1, π, e, и i) основним операцијама сабирања, множења и степеновања.

### Пример
Заменом {\displaystyle x=\pi /2-2N\pi ,} где је N произвољни цео број даје
{\displaystyle e^{i(\pi /2-2N\pi )}=i.\,}
Или, дизањем обе стране на степен {\displaystyle i},
{\displaystyle e^{ii(\pi /2-2N\pi )}=i^{i}\,}
или
{\displaystyle e^{-(\pi /2-2N\pi )}=i^{i}\,},
што показује да {\displaystyle i^{i}\,} има бесконачно много елемената облика
{\displaystyle i^{i}=e^{-\pi /2+2\pi N}\,}
где је N било који цео број. Ова вредност, иако реална, није јединствено одређена. Разлог је што је функција комплексног логаритма функција са више решења.
Узимајући N = 0 пружа нам главну вредност
{\displaystyle i^{i}=e^{-\pi /2}=.207879576....\,}

## Операције са бројем
Многе математичке операције које се могу извести са реалним бројевима такође се могу извести и са {\displaystyle i}, као степеновање, кореновање, логаритмовање и тригонометријске функције.
Број x дигнут на {\displaystyle ni} степен је:
{\displaystyle \!\ x^{ni}=\cos(\ln(x^{n}))+i\sin(\ln(x^{n})).}
{\displaystyle ni}-ти корен броја x је:
{\displaystyle \!\ {\sqrt[{ni}]{x}}=\cos(\ln({\sqrt[{n}]{x}}))-i\sin(\ln({\sqrt[{n}]{x}})).}
Логаритам за имагинарну основу броја x је:
{\displaystyle \log _{i}(x)={{2\ln(x)} \over i\pi }.}
Као и код сваког логаритма, и логаритам за основу i није свуда дефинисан.
Косинус броја {\displaystyle i} је реалан број:
{\displaystyle \cos(i)=\cosh(1)={{e+1/e} \over 2}={{e^{2}+1} \over 2e}=1.54308064.}
А синус броја {\displaystyle i} је имагинаран:
{\displaystyle \sin(i)=\sinh(1)\,i={{e-1/e} \over 2}\,i={{e^{2}-1} \over 2e}\,i=1.17520119\,i.}

## Алтернативне нотације
- У електротехници и сродним наукама, имагинарна јединица се често пише као {\displaystyle j\,}, да би се избегла забуна са електричном струјом као функцијом времена, означеном са {\displaystyle i(t)\,} или само {\displaystyle i.\,}   У програмском језику Пајтон се имагинарна јединица такође означава са j, док се у  обе нотације (i и j) користе да означе имагинарну јединицу.
- Посебна пажња се мора посветити у неким књигама које дефинишу j = −i, углавном за неке типове путујућих таласа.
- У неким текстовима се користи Јота (ι) за писање имагинарне јединице да би се избегла конфузија. На пример Бикватернион.